# Arachnothera crassirostris
Papa-aranhas-de-bico-grosso ou aranheiro-de-bico-grosso (Arachnothera crassirostris) é uma espécie de ave da família Nectariniidae.
Pode ser encontrada nos seguintes países: Brunei, Indonésia, Malásia, Singapura e Tailândia.
Os seus habitats naturais são: florestas subtropicais ou tropicais húmidas de baixa altitude e regiões subtropicais ou tropicais húmidas de alta altitude.